# Atlantic City (1980)
Atlantic City é um filme co-produzido por Canadá e França, de 1980, do gênero drama, dirigido por Louis Malle.

## Sinopse
Lou é um gângster decadente de Atlantic City, que vive das lembranças do passado. Em suas andanças pela cidade, ele conhece Sally, uma garota que esta aprendendo a ser croupier. A seguir, ele conhece Dave, o marido de Sally, que está com a posse de um carregamento de drogas roubadas da máfia. Dave convence Lou a entrar no negócio, mas tudo dá errado e Dave acaba sendo morto pelos mafiosos. O velho Lou precisa então enfrentar os mafiosos e defender Sally.

## Festival de Veneza e polêmica
Em 9 de setembro de 1980, a briga entre o cineasta brasileiro Glauber Rocha com Louis Malle entrou para história do  Festival Internacional de Cinema de Veneza. Com o filme Atlantic City, Louis Malle venceu o Leão de Ouro naquele ano junto com o americano John Cassavetes, este premiado por Gloria. Para Glauber Rocha, que participou daquele Festival com o seu filme A Idade da Terra, tal resultado foi uma tramóia; Glauber afirmou que Malle venceu pois o resultado estava previamente combinado pois o filme de Malle teve a produção da Gaumont, uma "multinacional imperialista". Malle e Glauber encontraram-se no saguão do Hotel Excelsior, onde discutiram e os dois cineastas quase chegaram às vias de fato.

## Elenco
- Burt Lancaster ....  Lou Pascal
- Susan Sarandon ....  Sally Matthews
- Michel Piccoli ....  Joseph
- Hollis McLaren ....  Chrissie
- Robert Joy ....  Dave Matthews
- Moses Znaimer ....  Felix
- Robert Goulet ....  cantor no hospital
- Al Waxman ....  Alfie
- Kate Reid ....  Grace Pinza
- Angus MacInnes ....  Vinnie
- Sean Sullivan ....  Buddy
- Wallace Shawn ....  garçon
- Harvey Atkin ....  motorista do ônibus
- Norma Dell'Agnese ....  Jeanne
- Louis Del Grande ....  Sr. Shapiro

## Principais prêmios e indicações
Oscar 1982 (EUA)
- Recebeu cinco indicações nas categorias de melhor ator (Burt Lancaster), melhor atriz (Susan Sarandon), melhor diretor, melhor filme e melhor roteiro original.

BAFTA 1982 (Reino Unido)
- Venceu nas categorias de melhor ator (Burt Lancaster) e melhor diretor.
- Foi também indicado nas categorias de melhor filme e melhor roteiro.

Prêmio César 1981 (França)
- Indicado nas categorias de melhor música e melhor roteiro - original ou adaptado.

Prêmio David di Donatello 1981 (Itália)
- Venceu na categoria de melhor ator estrangeiro (Burt Lancaster).

Globo de Ouro 1982 (EUA)
- Indicado nas categorias de melhor diretor - cinema, melhor filme estrangeiro e melhor ator - drama (Burt Lancaster).

Festival de Veneza 1980 (Itália)
- Recebeu o Leão de Ouro.